# Alansmia reclinata
Alansmia reclinata är en stensöteväxtart som först beskrevs av Brackenr., och fick sitt nu gällande namn av Moguel och M. Kessler. Alansmia reclinata ingår i släktet Alansmia och familjen Polypodiaceae. Inga underarter finns listade.